# Kilbarchan
Kilbarchan (Cill Bhearchain en gaélique (gd)) est un village d'Écosse, situé dans le council area et région de lieutenance du Renfrewshire.
Le village a possédé une gare (en) du 1er juin 1905 au 27 juin 1966, date de sa fermeture. Aujourd'hui, Kilbarchan est un village-dortoir pour les villes de Paisley, Johnstone et Glasgow.